# Jone (Oper)
Jone ovvero L’ultimo giorno di Pompei (deutsch: ‚Jone oder Der letzte Tag von Pompeji’) ist eine romantische Oper in vier Akten des italienischen Komponisten Errico Petrella. Das Stück ist nach dem Namen der Protagonistin betitelt. Das Libretto schrieb Giovanni Peruzzini (1815–1869) nach dem Roman Die letzten Tage von Pompeji (1834) von Edward George Bulwer-Lytton. Uraufgeführt wurde die Oper am 26. Januar 1858 an der Mailänder Scala.

## Orchester
Die Orchesterbesetzung der Oper umfasst die folgenden Instrumente:
- Holzbläser: Piccoloflöte, zwei Flöten, zwei Oboen, Englischhorn, zwei Klarinetten, zwei Fagotte
- Blechbläser: vier Hörner, zwei Trompeten, drei Posaunen, Ophikleide
- Pauken, Schlagzeug: Rührtrommel, große Trommel, Becken, Sistrum
- Streicher
- Bühnenmusik: Banda, zwei Trompeten, kleine Trommel, „bassi“ mit Rührtrommel, „armonia“ („strumenti gravi“ ohne Posaune, mit „bassi“, Fagott, Bassklarinette, Ventiltrompeten)
- hinter der Szene: Bläser, zwei Hörner, zwei „bassi“, Klarinette, zwei Fagotte, vier Harfen, Schlagzeug (große Rührtrommel, „tuonazioni sotterranee“)

## Werkgeschichte
Der Komponist Errico Petrella komponierte diese Oper von vornherein als persönliches Meisterstück, mit dem er sich gegen Giuseppe Verdi durchsetzen wollte. Sie war ursprünglich für die Karnevalsaison 1857/1858 des Teatro La Fenice in Venedig vorgesehen. Der Aufführungsort wurde jedoch kurzfristig zum Teatro alla Scala in Mailand geändert, und Petrella musste die Partitur in aller Eile an die dortigen Solisten anpassen. Auch für die Proben blieb nur wenig Zeit.
Mitwirkende der Uraufführung am 26. Januar 1858 waren die Sopranistin Augusta Albertini-Baucardé (Jone), die Mezzosopranistinnen Carmelina Poch (Nidia) und Linda Fiorio (Dirce), die Tenöre Carlo Negrini (Glauco) und Carlo Baucardé (Clodio), die Baritone Giovanni Guicciardi (Arbace) und Gustavo Rossari (Priester) sowie die Bässe Giuseppe Bernasconi (Sallustio) und Annibale Biacchi (Burbo).
Aufgrund der zu knappen Vorbereitungszeit wurde die Oper am Anfang nur kühl aufgenommen. Der Erfolg steigerte sich jedoch bei jeder Aufführung, sodass die Oper in der ersten Spielzeit insgesamt 21 Mal gespielt werden konnte. Anschließend wurde sie in ganz Italien gezeigt. Für ein Jahrzehnt wurde Petrella dadurch neben Verdi zum meistgespielten Opernkomponisten. Jone hielt sich in Italien bis zum Ende des 19. Jahrhunderts im Repertoire und wurde auch im Ausland, besonders in Spanien und in Südamerika, gespielt.
Im 20. Jahrhundert erstellte der rumänische Komponist Laurențiu Profeta eine gestraffte Fassung für die Fondazione Teresa Carreño. Sie wurde 1981 der Öffentlichkeit präsentiert.

## Aufnahmen
- 30. Januar 1981 – Edoardo Müller (Dirigent), Orchestra Sinfonica Municipalde di Caracas, Chœur de la Fondation Carreno.
 Giampiero Mastromei (Arbace), Adelaide Negri (Jone), Bruno Sebastian (Glauco), Stella Silva (Nidia), Louis Lebherz (Burbo), Francisco Salazar (Sallustio), Abraham Casanova (Clodio), Carmen Daniele (Dirce).
 Live aus Caracas.
 Bongiovanni LP: GB 2010/11/12 (3 LPs).[3]